# Eneremius pallidus
Eneremius pallidus is een rechtvleugelig insect uit de familie Lithidiidae. De wetenschappelijke naam van deze soort is voor het eerst geldig gepubliceerd in 1956 door Dirsh.